# Melanagromyza stuckenbergi
Melanagromyza stuckenbergi este o specie de muște din genul Melanagromyza, familia Agromyzidae, descrisă de Spencer în anul 1959.
Este endemică în Madagascar. Conform Catalogue of Life specia Melanagromyza stuckenbergi nu are subspecii cunoscute.